# Yeandro Tamayo
Yeandro Tamayo Luvin (Santiago de Cuba, 14 de enero de 1978) es un actor y director de teatro, cine y televisión. Entre sus desempeños con mayor reconocimiento se encuentra su interpretación de Willy en la película “Barrio Cuba”, de Humberto Solás, así como la trayectoria que ha desarrollado como realizador audiovisual de videos musicales para Leoni Torres, Pablo Milanés, Alexander Abreu, Buena Fe, Ivette Cepeda, Rey Ruiz, Rosario Flores y Henry Santos.

## Carrera
Nació en Santiago de Cuba en una familia eminentemente musical, de ahí que fue en este ámbito donde hizo su primer intento por inmiscuirse en el mundo del arte. Tras probar con varias manifestaciones en su edad escolar, se encontró con el teatro y comenzó a estudiarlo a escondidas de sus padres en la Casa del Estudiante de su ciudad natal.
A los 19 años escribió el guion de Con el gris posado en la mejilla, un telefilme que fue producido por la televisión cubana. Este fue su debut profesional, siendo parte del elenco que participó en el audiovisual dirigido por Susana Pérez y Rosaida Irizar y le valió el premio Caracol por el mejor Guion unitario en televisión en 2001. Poco tiempo después pudo trabajar con Humberto Solás en la película Barrio Cuba, donde interpretó a Willy, un joven que anhela que su padre acepte su homosexualidad.
Yeandro Tamayo es actor, realizador y director teatral, vinculando su carrera mayoritariamente a la realización audiovisual y al trabajo con el grupo Argos Teatro, de quien confiesa no se ha podido desprender.
Carlos Celdrán, el director y dramaturgo que lleva los hilos de Argos Teatro, es una de las figuras influyentes en su carrera, donde también han dejado su huella Humberto Solá, Pepe Santos y Tito Junco. Todos vinculados a su proceso de formación al igual que Yerlín Pérez, Hugo Reyes y Raúl Eguren.
Tamayo ha sido pieza clave en el engranaje de Argos Teatro, acompañando como asistente de dirección puestas como Talco (2010), Fíchenla si Pueden (2013) o Mecánica (2015). Igualmente ha tenido a su cargo la dirección de las obras Derrota (2011), Locos de Amor (2016) y Sistema (2017) en la propia compañía.
Asimismo, ha dirigido para la televisión cubana, espectáculos musicales y dramáticos. Tuvo a su cargo la dirección de actores en el filme “La partida” de Antonio Hens (España), dirigió el cuento Los Asesinos, una adaptación para la televisión de la obra de Ernest Heminway  y ha ofrecido charlas y talleres de su experiencia profesional en colaboración con la Unión de Actores de Málaga.

### Realizador audiovisual
Su recorrido por el videoclip inició de la mano de Leoni Torres en 2009, una alianza que se ha mantenido hasta nuestros días con una amplia obra que incluye además la dirección artística de varios de sus espectáculos.
Yeandro Tamayo ha dirigido además producciones para artistas como Ivette Cepeda, Gente de Zona, Pablo Milanés, Luna Manzanares, Vocal Sampling, el grupo Karamba, Nelson Valdés, Rachel Pastor, Kelvis Ochoa y Alexander Abreu y Habana de Primera y ha trabajado con figuras internacionales, como Rey Ruiz, Gilberto Santa Rosa, Henry Santos o Rosario Flores, de conjunto con su grupo creativo Tamayo Staff.